# Ejalet Bośni
Ejalet Bośni (osm. ایالت بوسنه, Eyālet-i Bōsnâ, serb.-chorw. Bosanski pašaluk) – ejalet Imperium Osmańskiego, którego ziemie współcześnie należą do Bośni i Hercegowiny, Chorwacji, Czarnogóry i Serbii. Istniał w latach 1580–1865.

## Opis

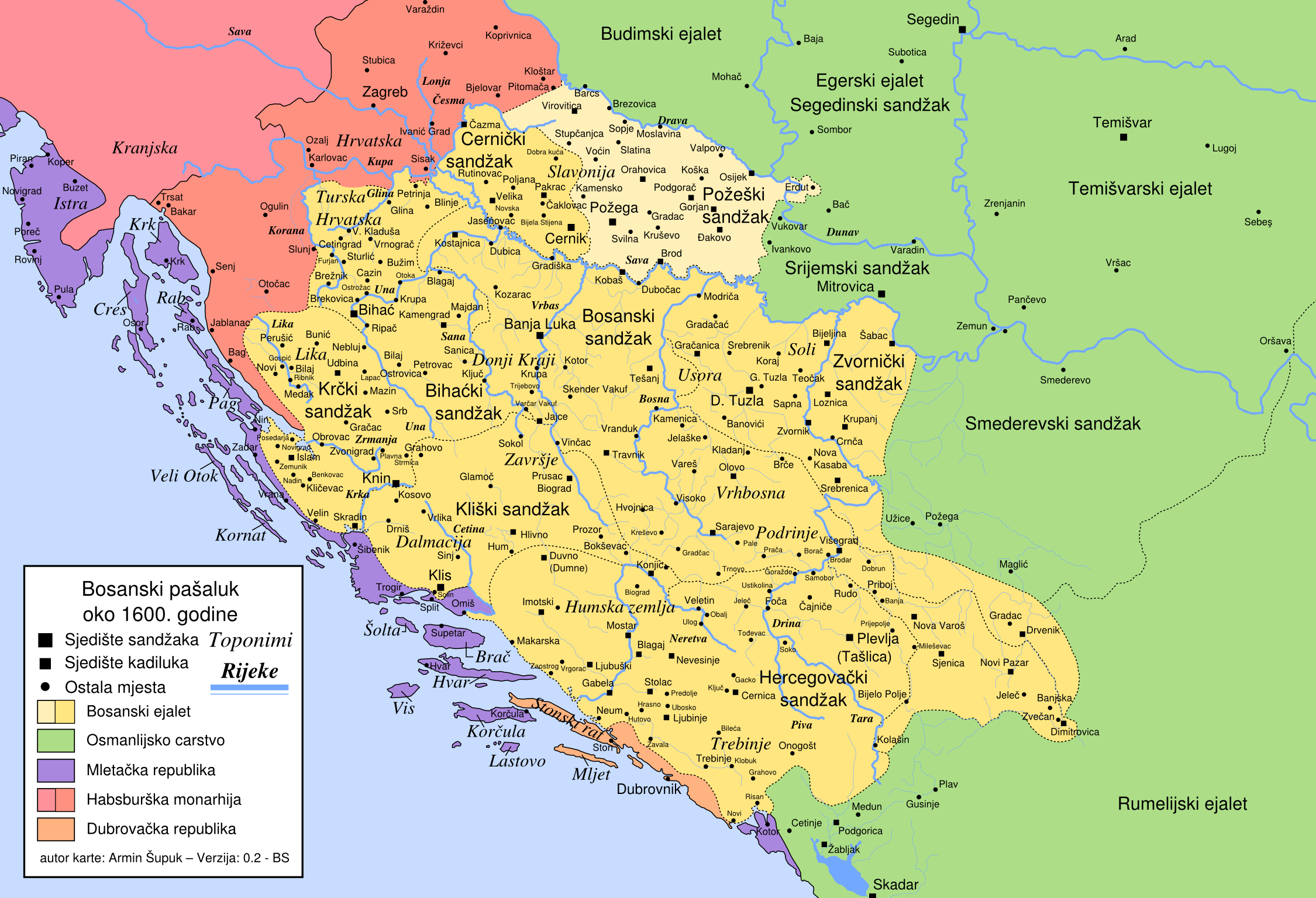
Mapa Ejaletu Bośni

Krainy historyczne, które wchodziły w skład ejaletu, to m.in. Bośnia, Hercegowina, Dalmacja, Lika i Slawonia. Pierwszym paszą został Ferhad-paša Sokolović. Siedziba ejaletu znajdowała się w Banja Luce (1580–1639), Sarajewie (1639–1687 i po 1850 roku) i Travniku (1687–1850).
W wyniku V wojny austriacko-tureckiej pod koniec XVII wieku ejalet utracił sandżaki cernički i lički. W 1851 roku przeprowadzono reformę administracyjną, likwidując sandżaki i wprowadzając w ich miejsce 5 okręgów (Sarajewo, Bihać, Banja Luka, Zvornik i Novi Pazar). W 1865 roku Ejalet Bośni połączono z Elajetem Hercegowiny, tworząc wilajet, który od 1878 roku znajdował się pod okupacją austro-węgierską.